# Минский, Григорий Семёнович
Григорий Семёнович Минский (13 апреля 1912 года, Одесса — 29 декабря 2011 года, Киев)— художник. Член Союза художников СССР и Украины (1956). Заслуженный художник Украины (2010).

## Биография
С 1932 по 1936 год учится в Одесской Художественном институте (в мастерской художника П. Г. Волокидина)
По окончании, с 1936 до 1941 гг. учится в Киевском государственном художественном институте (у профессора А. А. Шовкуненко).
Во время войны получил много наград.
После войны, в 1947 году в Киевском государственном художественном институте успешно защитил дипломную работу.
Похоронен на Байковом кладбище.

### Известные произведения и выставки
- Картина «Песня о Родине» (1949)
- Экспонировался на Республиканской выставке (1950), его картина «Опоздали» выставлена на постоянной экспозиции Воронцовского дворца (в Алупке), картина «Любимый урок» напечатана в журнале «Пионерия» № 4"
- Картина «Старый солдат» (1970)
- Картина «Прифронтовой полустанок» напечатана в журнале «Бессмертный подвиг народный 1940—1945»; (1974)
- Участвовал в ежегодных выставках современной советской живописи в Японии (в галерее «Геккосо») (1975—1983 гг.)
- Участвует в выставке в Греции (1980)
- Мемориал Айвазовского. Картина «У причала» — экспонируется в Феодосийской картинной галерее им. Айвазовского (1980)
- Выставка в Италии — картина «Аврора» (1981)
- Выставка в Канаде «Украинский пейзаж» (1982)
- Участвует в выставке, приуроченной к 40-летию освобождения Киева от немецко-фашистских захватчиков (1984)
- Картина «Май 1945» публикуется в альбоме «Я прошёл по той войне» издательство «Москва» (1986)